# Traminda obversata
Traminda obversata là một loài bướm đêm trong họ Geometridae.